# Rick Wakeman
Rick Wakeman (narozen 18. května, 1949 Perivale, Londýn, Velká Británie) je britský rockový klávesista, hudební skladatel a písničkář, známý ze svého působení v progressive rockové skupině Yes. Původně vystudoval klasické piano, avšak byl průkopníkem v používání elektronických varhan a ve spojování rockové skupiny s orchestrem a pěveckým sborem. Své první elektronické varhany Minimoog si koupil od herce Jacka Wilda. Wakeman varhany koupil za poloviční cenu, protože Wild si myslel že varhany nejsou plně funkční. Uvádí pravidelnou rozhlasovou show na Planet Rock. Je považován za jednoho z nejlepších klávesistů všech dob.

## Historie
Wakeman se narodil v předměstí Perivale v západním Londýně, kde navštěvoval školu Drayton Manor Grammar School. Původně studoval klavír, klarinet a moderní hudbu na Royal College of Music, ale z vlastního rozhodnutí po roce a půl odešel, aby se mohl věnovat práci studiového hudebníka.
V letech 1970–1971 hrál Wakeman se skupinou Strawbs, nahrál s nimi alba Just a Collection of Antiques and Curios a From the Witchwood. Již předtím, v roce 1970 se jako studiový hudebník zúčastnil nahrávání alba Strawbs - Dragonfly (1970).
V letech 1969–1973 byl Wakeman velmi aktivní jako studiový hudebník, kdy hrál s takovými umělci jako byli David Bowie, Cat Stevens a Al Stewart, na piano (nebo Mellotron) hrál na Bowieho albech Space Oddity, Life on Mars?, Changes a Oh! You Pretty Things a hitu Cata Stevense Morning Has Broken. (V roce 1985 Wakeman znovu spolupracoval s Bowiem na Absolute Beginners).
Wakeman se připojil v roce 1971 ke skupině Yes, kdy jím byl nahrazen klávesista Tony Kaye, odmítající hrát na cokoliv jiného mimo Hammondovy varhany. Jeho prvním albem se skupinou Yes bylo album Fragile vydané v roce 1971 v UK a 1972 v US, brzy poté to bylo album Tales from Topographic Oceans, vydané v roce 1973. Hrál na studiovém albu Close to the Edge (jeho oblíbené album Yes) a na živém Yessongs. Skupinu opustil následně po turné k albu Tales from Topographic Oceans.
Během svého působení ve skupině Yes vydal sólové album The Six Wives Of Henry VIII (1973), které dokládalo jeho mistrovství na různých elektronických a akustických klávesových nástrojích. Někteří členové Yes si zahráli na některých stopách jeho alba.
Jeho dalším sólovým albem bylo Journey to the Centre of the Earth (1974), velice úspěšné koncepční album spojující jeho rockovou skupinu English Rock Ensemble se symfonickým orchestrem a sborem.
V roce 1975 vydal koncepční album The Myths and Legends of King Arthur and the Knights of the Round Table, které bylo podpořeno živým vystoupením krasobruslařů doprovázené velkým počtem hudebníků a dvěma pěveckými soubory. Představení bylo přijato velice příznivě, ale náklady byly mimořádně vysoké což způsobilo, že Wakeman byl nucen vyhlásit úpadek.
Jako jediný z členů Yes nebyl Wakeman vegetariánem, což se také podílelo na jeho prvním odchodu ze skupiny.

## Diskografie

### Sólově a se synem Adamem
- 1971 Piano Vibrations
- 1973 The Six Wives of Henry VIII
- 1974 Journey to the Centre of the Earth
- 1975 The Myths and Legends of King Arthur and the Knights of the Round Table
- 1975 Lisztomania (soundtrack, též účinkoval ve filmu)
- 1976 No Earthly Connection
- 1977 White Rock (soundtrack k ZOH)
- 1977 Rick Wakeman's Criminal Record
- 1978 The Royal Philharmonic Orchestra Performs the Best Known Works of Rick Wakeman
- 1979 Rhapsodies
- 1981 The Burning (soundtrack)
- 1981 1984
- 1982 Rock 'N' Roll Prophet
- 1983 The Cost of Living
- 1983 G'ole! (soundtrack to 1982 FIFA World Cup)
- 1984 Black Nights in the Court of Ferdinand IV
- 1985 Silent Nights
- 1985 Live at Hammersmith
- 1985 Beyond the Planets
- 1986 Country Airs
- 1986 Crimes of Passion (soundtrack)
- 1987 The Gospels
- 1987 Family Album
- 1988 The Time Machine
- 1988 Suite of Gods
- 1988 Zodiaque
- 1989 Sea Airs
- 1990 Night Airs
- 1990 Phantom Power (soundtrack)
- 1990 In the Beginning
- 1991 Rock 'n' Roll Prophet Plus (znovuvydání Rock 'n' Roll Prophet plus 4 nové stopy)
- 1991 Aspirant Sunset
- 1991 Aspirant Sunrise
- 1991 Aspirant Sunshadows
- 1991 Suntrilogy
- 1991 The Classical Connection
- 1991 2000 A.D. Into the Future
- 1991 African Bach
- 1991 Softsword: King John and the Magna Charter
- 1993 Heritage Suite
- 1993 Classic Tracks
- 1993 Wakeman with Wakeman
- 1993 No Expense Spared
- 1993 The Classical Connection II
- 1993 Prayers
- 1994 Wakeman with Wakeman: The Official Bootleg (live)
- 1994 Live on the Test (live – recorded in 1976)
- 1994 Rick Wakeman's Greatest Hits (remake starších věcí)
- 1995 The Piano Album
- 1995 Seven Wonders of the World
- 1995 Cirque Surreal
- 1995 Romance of the Victorian Age
- 1995 King Biscuit Flower Hour (live – recorded in 1975)
- 1995 Visions
- 1995 Simply Acoustic (known as The Piano Album)
- 1995 The Private Collection
- 1995 Almost Live in Europe (live)
- 1996 Fields of Green
- 1996 Voyage (kompilace)
- 1996 The New Gospels
- 1996 Tapestries
- 1996 The Word and Music
- 1996 Orisons
- 1996 Can You Hear Me?
- 1996 Vignettes
- 1997 Tribute (Beatles covers)
- 1997 Voyage (sub-titled "The Very Best of Rick Wakeman"; digitally remastered 2 CD set)
- 1998 Themes
- 1999 Return to the Centre of the Earth
- 1999 The Natural World Trilogy
- 1999 The Art in Music Trilogy
- 1999 White Rock II
- 1999 Stella Bianca alla corte de Re Ferdinando
- 2000 Recollections: The Very Best of Rick Wakeman 1973-1979 (compilation)
- 2000 Preludes to a Century
- 2000 Chronicles of Man
- 2000 Christmas Variations
- 2000 Rick Wakeman Live in Concert 2000 (live)
- 2001 Frost in space
- 2001 Out of the Blue
- 2001 Classical Variations
- 2001 Two Sides of Yes
- 2002 The Wizard and the Forest of All Dreams
- 2002 Hummingbird with Dave Cousins
- 2002 The Yes Piano Variations
- 2002 Two Sides of Yes – Volume 2
- 2003 Out There
- 2005 Rick Wakeman at Lincoln Cathedral
- 2006 Retro
- 2007 Amazing Grace
- 2007 Retro 2
- 2007 Live at the BBC
- 2010 Always with you (MusicFusion)
- 2010 Past, Present and Future
- 2010 Anderson/Wakeman - The Living Tree
- 2012 Anderson/Wakeman - The Living Tree In Concert Part One
- 2012 In The Nick of Time
- 2012 Journey to the Centre of the Earth 2012
- 2017 Piano Portraits

### Gordon Giltrap
- 2009 From Brush and Stone

### Strawbs

#### Živá alba
- 1970 Just a Collection of Antiques and Curios

#### Studiová alba
- 1971 From the Witchwood

### Yes

#### Studiová alba
- 1971 Fragile
- 1972 Close to the Edge
- 1973 Tales from Topographic Oceans
- 1977 Going for the One
- 1978 Tormato
- 1989 Anderson Bruford Wakeman Howe (jako ABWH)
- 1991 Union
- 1996 Keys to Ascension
- 1997 Keys to Ascension 2

#### Živá alba
- 1973 Yessongs
- 1980 Yesshows
- 1996 Keys to Ascension
- 1997 Keys to Ascension 2
- 2007 Live at Montreux 2003

#### Kompilace
- 1975 Yesterdays (first track)
- 1981 Classic Yes
- 1991 Yesyears
- 1992 Yesstory
- 1993 Highlights: The Very Best of Yes
- 2001 Keystudio
- 2002 In a Word: Yes (1969 - )
- 2003 The Ultimate Yes: 35th Anniversary Collection
- 2005 The Word Is Live
- 2006 Essentially Yes

### Anderson Bruford Wakeman Howe

#### Studiová alba
- 1989 Anderson Bruford Wakeman Howe

#### Živá alba
- 1993 An Evening of Yes Music Plus